# Michael Becker (Intendant)

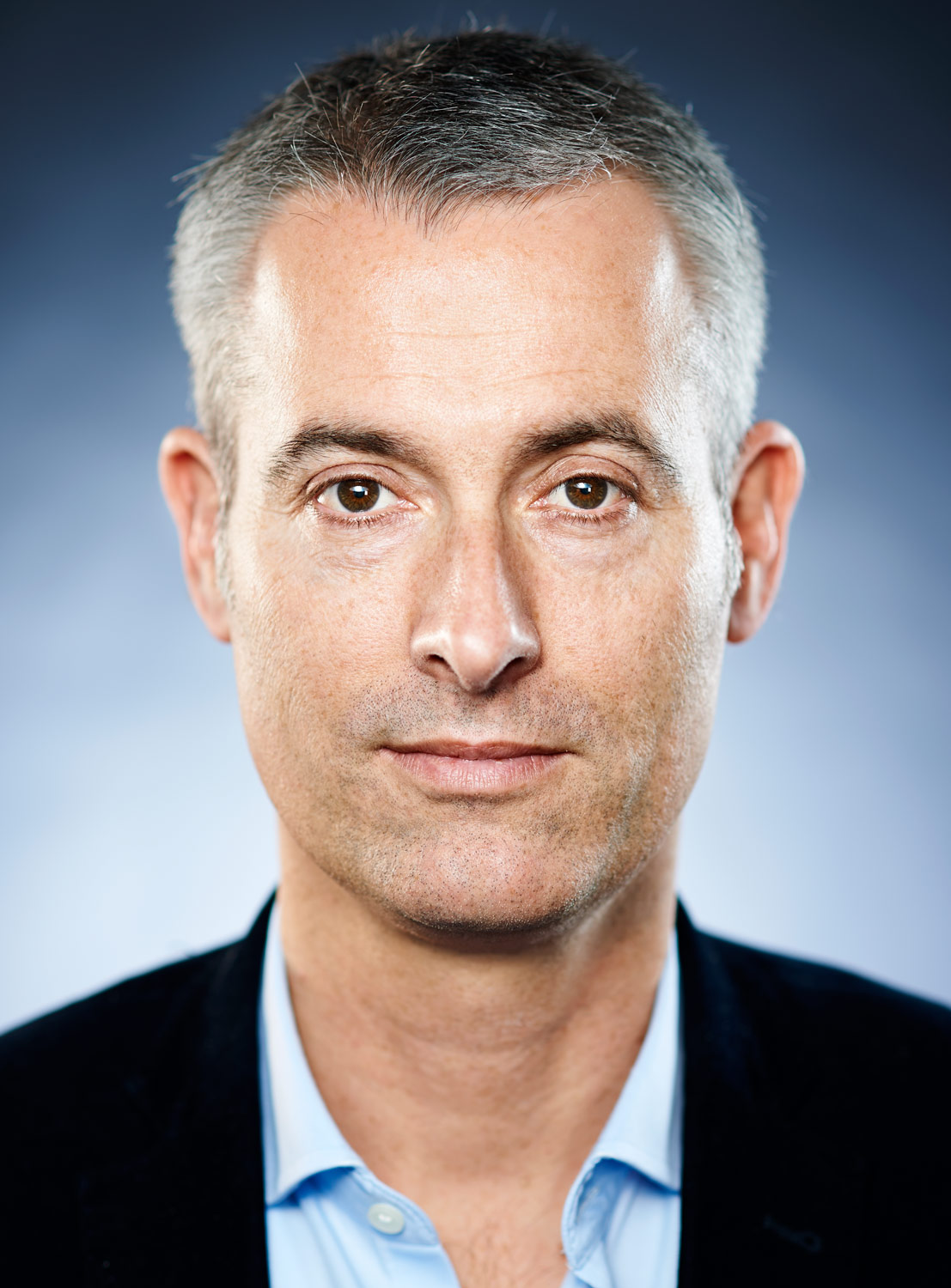
Michael Becker (2014)

Michael Becker (* 1966 in Osnabrück) ist ein deutscher Musiker und Journalist. Er ist Intendant der Düsseldorfer Symphoniker und der Tonhalle Düsseldorf.

## Leben und Wirken
Michael Becker stammt aus einer Musikerfamilie. Sein Vater Peter Becker war Präsident der Hannoverschen Musikhochschule, seine Mutter unterrichtete in einem Musikspezialprojekt für Grundschulen, einer seiner beiden Brüder, Markus Becker, ist Pianist und Professor an der Musikhochschule Hannover.
Nach seiner Schulzeit in Hannover, wo er auch Mitglied im Knabenchor der Stadt war, studierte Becker Viola bei Jürgen Kussmaul an der Robert Schumann Hochschule Düsseldorf. Er war Mitglied im Kölner Kammerorchester, in der Jungen Deutschen Philharmonie, im European Community Youth Orchestra und im Orchester der Städtischen Bühnen Krefeld/Mönchengladbach. Nach einem Studium am Institut für Journalistik und Kommunikationsforschung in Hannover arbeitete er bis 2006 für Zeitungen wie die Hannoversche Allgemeine Zeitung oder Rheinischer Merkur und Rundfunkanstalten wie Mitteldeutscher Rundfunk und Norddeutscher Rundfunk.
Von 1994 bis 2006 war Becker Intendant der Niedersächsische Musiktage. Er arbeitete mit der NDR Radiophilharmonie und gestaltete und moderierte verschiedene Konzertformen. Becker unterrichtete an der Leuphana Universität Lüneburg und an der Robert-Schumann-Hochschule Düsseldorf.
Seit 2007 ist Becker Intendant der Tonhalle Düsseldorf und der Düsseldorfer Symphoniker. In seine Intendanz fielen unter anderem die Verpflichtung der Chefdirigenten Andrey Boreyko (2008–2014) und Adam Fischer (seit 2015) sowie die Neukonstruktion der musikalischen Führung mit der Doppelspitze Adam Fischer als Principal Conductor und Alexandre Bloch (2015–2020) bzw. aktuell Alpesh Chauhan (seit 2020) als Principal Guest Conductor. Becker schuf das System „Tonhalle 0-100“ und machte die Tonhalle damit zum ersten Konzerthaus Deutschlands, das Musik für jede Altersgruppe anbietet. Er etablierte das Jugendsinfonieorchester der Tonhalle Düsseldorf, gründete ein U-16-Orchester und ein Kinderorchester. In seine Intendanz fallen des Weiteren Projekte wie „Schumann2010“ mit der Aufführung des Gesamtwerks von Robert Schumann und das Orchester-Jubiläumsthema „Musik Macht Staat“ (2014), in dem sich die Düsseldorfer Symphoniker mit ihrer Rolle als Orchester der Düsseldorfer Reichsmusiktage auseinandersetzten, das Programm zum 200. Jubiläum des Städtischer Musikverein zu Düsseldorf (2018) oder der Haydn-Mahler-Zyklus mit Adam Fischer (2015–2020). Das Nachhaltigkeitsprojekt „Green Monday“, das in der Saison 2023/2024 in der Tonhalle Düsseldorf stattfand und in dem Orchester und Konzerthaus ihre Möglichkeiten zum Klimaschutz diskutierten und dem Publikum darstellten, gilt bis heute als Leuchtturmprojekt und wurde im Oktober 2024 mit dem Opus Klassik ausgezeichnet.
Becker ist Intendant des Schumannfests Düsseldorf, Kurator des Mädchenchors Hannover, Vorstand der Orchesterakademie der Düsseldorfer Symphoniker, des Freundeskreises der Tonhalle Düsseldorf und der Trautvetter-Brückner-Stiftung sowie Botschafter der „Du bist wertvoll“-Stiftung. Seit August 2018 ist er zudem Geschäftsführer der neu gegründeten Tonhalle Düsseldorf gGmbH. Seit 2017 moderiert Becker einen symphonischen Konzertzyklus in der Elbphilharmonie. Für 2019 wurde er zum Chairman der internationalen International Artist Managers' Association-Conference gewählt, die vom 8. bis zum 10. April 2019 in Düsseldorf stattfand. Seit 2018 ist er Jurysprecher des Opus Klassik Musikpreises. Zudem war er Schirmherr des Kinderschutzbundes Düsseldorf, Vorstandsmitglied der Lobby für Demokratie, Senator der Stiftung Niedersachsen und Mitglied der Theater- und Orchesterkonferenz NRW.
Er wirkt als Jurymitglied bei internationalen Wettbewerben (etwa Internationalen Dirigentenwettbewerbs Sir Georg Solti Frankfurt, KNSO-Dirigierwettbewerb Seoul, Schumann Piano Competition Düsseldorf). In Workshops und Vorträgen berichtet er international über den deutschen Musikmarkt und Karrierewege für den professionellen Nachwuchs. 
Becker ist verheiratet mit der Pianistin Sara Koch. Gemeinsam haben sie vier Kinder und leben in Düsseldorf.